# Lương Tán
Lương Tán sinh năm Đạo Quang thứ 6 (chữ Hán: 梁贊; 1826-1901), là một danh gia võ thuật Vịnh Xuân quyền cuối đời Thanh (Trung Quốc). Dân gian bấy giờ đặt cho ông biệt danh Vịnh Xuân quyền vương (詠春拳王) và Phật Sơn Tán tiên sinh (佛山贊先生)

## Thân thế và võ nghiệp
Nguyên tên lúc sinh của ông là Lương Đức Vinh (梁德榮), người Cổ Lao, Hạc Sơn, Quảng Đông. Thân phụ ông hành nghề Đông y tại Phật Sơn, mở y quán và tiệm thuốc Tán Sanh Đường ở phố Khoái Tử. Lúc nhỏ Lương Tán rất thông minh, được các thầy dạy khen ngợi sẽ phát triển tốt nếu đi theo con đường khoa cử, nhưng thân phụ ông không đồng ý mà bắt ông theo nghề y của gia đình.
Năm 18 tuổi, Lương Tán theo hội Hồng Thuyền, học quyền thuật Nam Thiếu Lâm từ Lương Nhị Đệ. Sau nhờ Lương Nhị Đệ giới thiệu, Lương Tán chuyển sang học võ thuật với Hoàng Hoa Bảo. Hoàng Hoa Bảo vốn cũng là người Cổ Lao, là đồng hương với Lương Tán. Theo tài liệu của dòng Pan Nam Vĩnh Xuân, Lương Tán theo học võ công của Hoàng Hoa Bảo trước sau đó mới học từ Lương Nhị Đệ sau khi Hoàng Hoa Bảo quay lại đoàn Hông Thuyền. Còn theo tài liệu của Diệp Vấn, thì Lương Tán cũng có trao đổi côn pháp với Phùng Tiểu Thanh tại một tiệm trà trong vùng.
Khoảng từ 1870 đến 1890, Lương Tán kế thừa gia nghiệp sau khi phụ thân ông qua đời. Do nghề nghiệp y sinh nên ông còn được dân làng gọi là Tán tiên sinh (贊先生). Mặc dù vậy, việc điều hành ở y quán (đồng thời cũng là võ quán) chủ yếu do Đại sư huynh Lý Hoa (biệt danh Mộc Nhân Hoa) xử lý, ông tập trung vào việc quản lý Tán Sanh Đường và thu nhận đệ tử, đồng thời căn cứ vào sở học võ công, chỉnh lý cải tiến Vịnh Xuân quyền, từ đó nổi danh Quyền vương. Năm 1888, ông thu nhận đệ tử Trần Hoa Thuận (bấy giờ đã 39 tuổi). Tuy nhiên, việc truyền thụ võ công chủ yếu do sư huynh Lý Hoa phụ trách, vì thời kỳ này Lương Tán thường xuyên về cư trú tại quê hương Cổ Lao. Tương truyền, tại quê nhà, ông cũng truyền thụ Vịnh Xuân quyền cho trẻ nhỏ trong làng, từ đó hình thành dòng Vịnh Xuân Cổ Lao.
Sau khi Lý Hoa qua đời năm 1889, các con của Lương Tán bấy giờ cũng đã rời Phật Sơn, không thể kế nghiệp. Lương Tán vì vậy cũng chuyển nhượng Tán Sanh Đường cho người khác, đổi tên thành Hạnh Tế Đường. Y quán được giao lại cho Trần Hoa Thuận. Năm 1890, ông trở về ở hẳn tại Cổ Lao, nhưng vẫn thường trở lại Phật Sơn để tiếp tục truyền thụ cho Trần Hoa Thuận cho đến khi qua đời.

## Đại chúng
Dù được dân gian xưng tụng là Vịnh Xuân quyền vương, Lương Tán chỉ thực sự nổi tiếng do sự phát triển mạnh mẽ của dòng phim võ hiệp. Hầu hết đều khai thác vào những chi tiết giai thoại trong cuộc đời ông lưu truyền trong dân gian hoặc trong các truyện võ hiệp truyền kỳ. Những truyện về Lương Tán thường có nhiều dị biệt. Trong một số truyện thì ông có một người con nhưng chết vì tai nạn khi còn trẻ. Trong đa số các phiên bản khác thì ông có hai người con, Lương Bích và Lương Xuân. Còn trong một số truyện khác thì ông có tới ba con hoặc là năm con. Việc hấp thụ Vĩnh Xuân quyền của những người con này cũng tùy thuộc vào từng truyện, cái thì cho rằng họ họ được rất ít, cái thì kể là họ đạt được trình độ khá cao về quyền thuật.